# Ворренсвілл-Гайтс (Огайо)
Ворренсвілл-Гайтс (англ. Warrensville Heights) — місто (англ. city) в США, в окрузі Каягога штату Огайо. Населення — 13 789 осіб (2020).

## Географія
Ворренсвілл-Гайтс розташований за координатами 41°26′21″ пн. ш. 81°31′18″ зх. д. / 41.43917° пн. ш. 81.52167° зх. д. (41.439278, -81.521749).  За даними Бюро перепису населення США в 2010 році місто мало площу 10,71 км², з яких 10,70 км² — суходіл та 0,01 км² — водойми.

## Демографія
Згідно з переписом 2010 року, у місті мешкали 13 542 особи в 6043 домогосподарствах у складі 3696 родин. Густота населення становила 1264 особи/км².  Було 6743 помешкання (629/км²).
Расовий склад населення:
| - 93,5 % — чорних або афроамериканців - 3,6 % — білих - 0,3 % — азіатів - 0,2 % — корінних американців |

До двох чи більше рас належало 2,0 %. Частка іспаномовних становила 1,4 % від усіх жителів.
За віковим діапазоном населення розподілялося таким чином: 24,5 % — особи молодші 18 років, 58,0 % — особи у віці 18—64 років, 17,5 % — особи у віці 65 років та старші. Медіана віку мешканця становила 39,2 року. На 100 осіб жіночої статі у місті припадало 74,4 чоловіків;  на 100 жінок у віці від 18 років та старших — 66,5 чоловіків також старших 18 років.
Середній дохід на одне домашнє господарство  становив 44 216 доларів США (медіана — 35 181), а середній дохід на одну сім'ю — 51 716 доларів (медіана — 40 893). Медіана доходів становила 35 387 доларів для чоловіків та 36 103 долари для жінок. За межею бідності перебувало 19,8 % осіб, у тому числі 33,7 % дітей у віці до 18 років та 10,2 % осіб у віці 65 років та старших.
Цивільне працевлаштоване населення становило 5775 осіб. Основні галузі зайнятості: освіта, охорона здоров'я та соціальна допомога — 29,9 %, мистецтво, розваги та відпочинок — 12,5 %, фінанси, страхування та нерухомість — 10,2 %, виробництво — 9,5 %.